# 완다 잭슨
완다 라본 잭슨(Wanda Lavonne Jackson, 1937년 10월 20일 ~ )은 미국의 가수, 작곡가, 피아니스트, 기타리스트다. 로커빌리 가수로서 인기를 얻은 최초의 여자 중 한 명이며, 로큰롤의 선구자로서 1950년대에서 1960년대까지 성공을 세웠다. "로커빌리의 여왕(Queen of Rockabilly)", 또는 "로커빌리의 퍼스트레이디(First Lady of Rockabilly)"로 세칭된다.
컨트리 음악과 빠른 박자의 로버빌리의 융합이 잭슨의 음악성으로, 그같은 음악은 보통 음반의 이면에 취입되기 마련이었다. 1960년대 중엽 로커빌리의 인기가 퇴조하면서, 노선을 변경해 1966년에서 1973년까지 주류 컨트리 음악계에서 성공적인 경력을 전개했다.
1980년대 유럽 팬 및 젊은 미국인 팬들에 의한 로커빌리 리바이벌로 다시금 유명세를 얻었다. 2009년 로큰롤 명예의 전당 초기 영향(Early Influence) 부문에 헌액되었다.

## 어린 시절
잭슨은 1937년 오클라호마주 모드에서 톰 로버트 잭슨과 넬리 베라 잭슨의 딸로 태어났다. 그는 이곳, 오클라호마 시에서 생애 대부분을 보내게 된다. 그의 부친은 음악가로서, 1940년대에 더 나은 삶을 도모하고자 가족과 캘리포니아주 베이커즈필드로 이주했다. 그로부터 2년 뒤, 그는 잭슨에게 기타를 주고 연주를 독려했다. 스페이드 쿨리, 텍스 윌리엄스, 밥 윌스의 공연에도 데려가 주었다. 이 중 밥 윌스는 오랫동안 지속된 영감이 되었다. 11살이 된 1948년, 오클라호마 주로 돌아온다. 1956년 장기자랑 대회에서 우승한 것을 계기로, 자신만의 라디오 프로그램을 진행하게 되었다. 곧 방송시간도 30분으로 늘어났다.
잭슨은 캐피틀 힐 고등학교에 재학 중이던 때 전업 경력을 시작했다. 1954년 행크 톰슨이, 지역 라디오 방송국 KLPR-AM에서 그의 노래를 듣고 발굴하였던 후였다. 톰슨은 제 밴드, 브라존스 밸리 보이스에 그를 합류시켰다. 밴드가 소속된 캐피틀 레코드에서, 잭슨은 톰슨의 밴드리더와 듀엣한 〈You Can't Have My Love〉 등등 여러 곡을 녹음했다. 1954년 발매된 이 곡은, 컨트리 차트에서 8위까지 솟치었다. 잭슨은 캐피틀에게 계약 성립을 타진했지만, 프로듀서 켄 넬슨이 "여자는 레코드 못 판다(Girls don't sell records)"고 하여 거절당했다. 그래서 대신 데카 레코드와 계약을 맺었다.

## 경력

### 1955년–1959년
고등학교 졸업 후, 잭슨은 아버지를 매니저 겸 보호자(chaperon)로서 작반하여 순연을 돌았다. 그는, 그에게 로커빌리를 부를 것을 종용한 엘비스 프레슬리와 자주 삯돈을 나누었다. 순연 중에 프레슬리와 잠깐 상종한 적도 있었다. 1955년에서 1960년까지, 미주리주 스프링필드에서 진행된 ABC-TV의 《오자크 주벌리》의 출연진이었다. 1956년 캐피틀과 계약하여 컨트리에 로큰롤을 섞은 싱글을 다수 녹음했다. 그중, 1956년 발매된 〈I Gotta Know〉이 15위까지 도달했다. 즈음 잭슨의 무대 의상은 거개가 모친이 손수 설계한 것이었다. 그는 당시 여자 컨트리 가수가 입던, 전통적인 일식에서 벗어나 술이 달린 드레스(fringed dresses), 하이힐, 기다란 귀걸이를 착용했다. 그는 본인이 처음 "컨트리 음악에 글래머를" 도입한 여성이었다고 주장한다.
다음 십년 동안 프로듀서 켄 넬슨과 로커빌리 싱글을 더더욱 제작했다. 잭슨은, 음반사의 동업자 진 빈센트 앤 더 블루 캡스의 음반 같은 소리가 필요하다고 고집했다. 그래서, 넬슨은 로큰롤 피아니스트 메릴 무어, 당시 무명의 벅 오웬스를 소개했다. 유난한 창법과 빠른 비트의 작곡에 힘입어, 잭슨은 로큰롤사에서 가장 영향력 있는 곡들을 여럿 배출한다. 1950년대 말엽, 잭슨은 많은 로커빌리 노래를 출품했다. 특히 대표되는 것으로 〈Hot Dog! That Made Him Mad〉, 〈Mean, Mean Man〉, 일본에서 1위 한 〈Fujiyama Mama〉, 〈Honey Bop〉이 있다. 이 노래들은 그러나, 국지적으로만 성공했다. 1959년 2월과 3월에 걸쳐 일본을 순회했다.

### 1960년–1964년: 로커빌리의 여왕
1960년, 잭슨은 프레슬리가 3년 전에 녹음했던 〈Let's Have a Party〉으로 톱 40 팝 히트곡을 세웠다. 그는, 전속 밴드를 이끌고 제가 주장이 된 콘서트를 진행하는데, 이를 "더 파티 타임즈(the Party Timers)"로 이름 지었다. 이 중 두드러진 면이 있었다면, 당시 거의 무명이었던 피아니스트 빅 앨 다우닝과 기타리스트 로이 클라크의 동원이었다. 이 무렵, 자작한 9위 히트곡 〈Right or Wrong〉 및 6위 히트곡 〈In the Middle of a Heartache〉로써 컨트리 음악계에 진출한다. 두 레코드 모두 톱 40에 들이뜨린 성공작이었다.
그의 이변적 음반 성공으로, 캐피틀은 그의 1950년대 작을 얼러 구성한 앨범을 기획했다. 1960년 작 《Rockin' with Wanda》, 1961년 작 《There's a Party Goin' On》이 그 예시며, 이 중 후자에는 〈Tongue Tied〉와 〈Hard-Headed Woman〉이 수록돼 있었다. 1961년과 1962년 각각 발매된 《Right or Wrong》과 《Wonderful Wanda》에는 1961년 톱 10 컨트리 히트곡을 취입했다. 1963년, 로큰롤과 컨트리 음악을 동시에 담은 앨범 《Two Sides of Wanda》를 발매한다. 여기에는, 제리 리 루이스의 〈Whole Lotta Shakin' Goin' On〉 커버도 있었다. 이 앨범으로 잭슨은 그래미상 최우수 여성 컨트리 보컬 퍼포먼스 부문을 수상했다.

### 1965년–1979년: 컨트리, 복음성가, 타국어곡의 히트

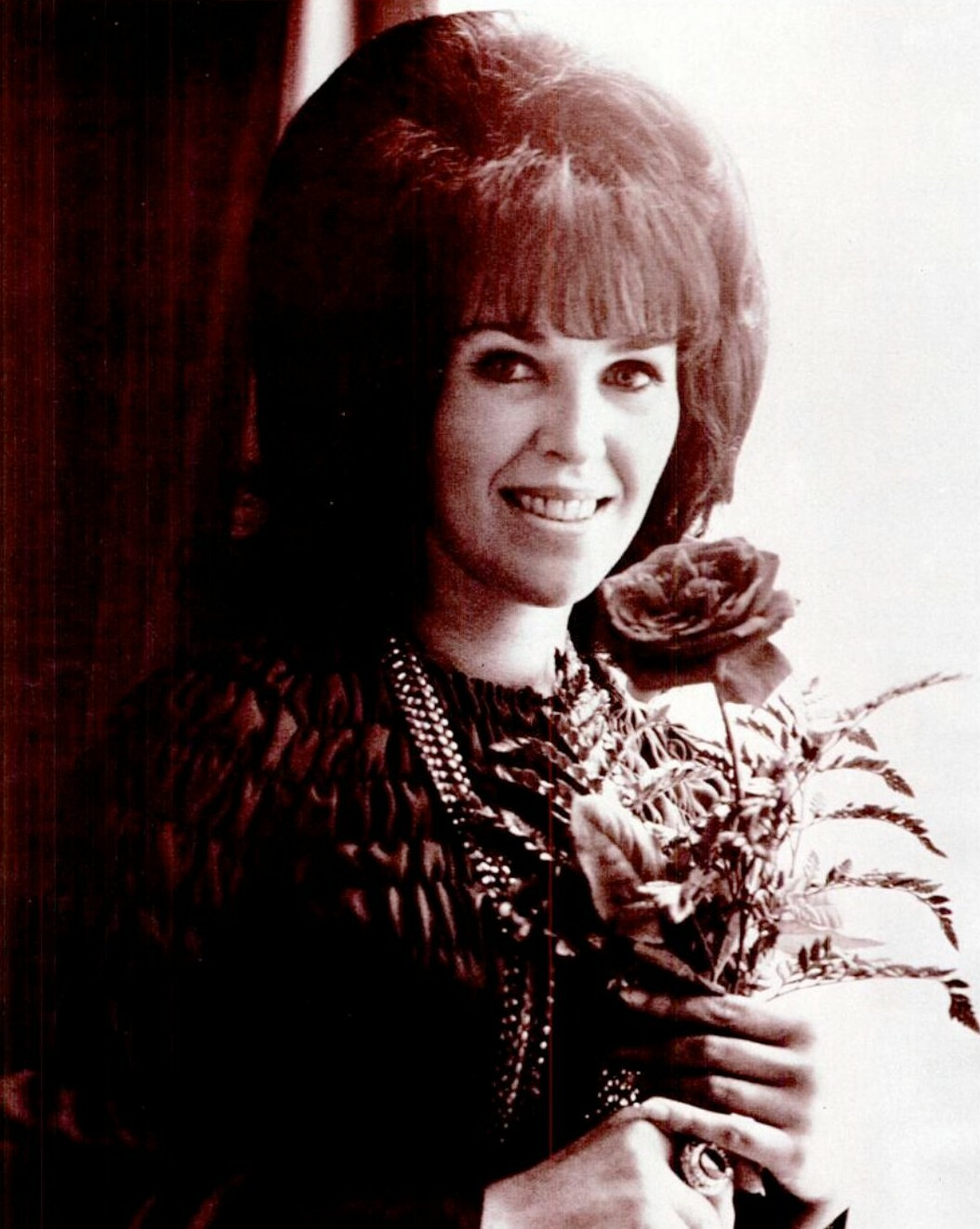
1970년 3월 14일호 빌보드에 개제된 사진

1965년경, 잭슨은 로커빌리의 인기 격감으로 전통적인 컨트리 음악에 진력하기로 마음 굳혔다. 그는 다음 10년간 톱 40 히트곡을 연발하게 된다. 1966년 컨트리 톱 20에까지 오른 〈Tears Will Be the Chaser for Your Wine〉과 〈The Box It Came In〉 싱글 두 장을 발매한다.
그해 초엽, 잭슨은 캐피틀 레코드와 제휴한 독일 배급사 일렉트로라를 방문, 독일어로 녹음할 것을 촉탁받았다. 이면에 〈Morgen, ja morgen〉을 실은 독일어 데뷔 싱글 〈Santo Domingo〉를, 쾰른의 일렉트로라 녹음실에서 취입했다. 공식 독일차트에서 5위였고, 독일에서 가장 인기 있는 청소년 잡지 《브라보》 차트에서는 1위까지 높뛰었다. 〈Santo Domingo〉 차트 성공에서 한 달 뒤, 잭슨은 제 노래의 독일어, 일본어 버전을 녹음하기로 했다. 1968년까지, 그는 독일어 싱글을 총 8장 제작하게 된다. 이 곡들은 앨범 《Made in Germany》으로도 발매되었다. 마지막으로 녹음된 독일어 싱글은 1970년 일이었다.
1967년 두 장의 앨범을 녹음하고, 그다음 적년 동안 싱글을 여러 장 발매한다. 그때 당시, 그의 노래는 맹렬하고 잔인한 품을 비추는 것이 많았는데, 바람 피우는 배우자에게 살해, 공격 위협을 하는, 1969년 톱 20 히트곡 〈My Big Iron Skillet〉은 그 대표적인 예다. 1970년과 1971년 새 그는 마지막 톱 20 히트곡, 두 번째 그래미상 후보작 〈A Woman Lives for Love〉 및 〈Fancy Satin Pillows〉를 발매한다. 라스베이거스에서, 그는 최고의 주목 대상이었다. 1967년에서 1968년까지 방영된 판매용 텔레비전 쇼(syndicated television show) 《뮤직 빌리지》(Music Village)를 소유함으로써, 그는 키티 웰스 다음으로, 자신 소유의 판매용 텔레비전 쇼를 가진 두 번째 컨트리 여자 보컬리스트가 되었다.
1970년대 초엽, 자녀의 요구로 잭슨과 그 남편은 교회에 정규 출석하게 되었고, 이윽고 크리스천이 되었다. 1972년, 캐피틀에서 필경은 복음성가 노래 및 앨범을 녹음하는데, 그중에 《Praise the Lord》 같은 게 있었다. 캐피틀이 그를 퇴출시킨 뒤, 그는 중소 종교음반사에서 뭇 음반을 녹음하게 되었으며, 남편을 데리고 전국에 걸친 복음주의 교회에서 순연했다. 잭슨은 컨트리 음악과 복음성가를 섞은 음반을 만들고 싶어했지만, 종교적이었던 음반사는 그에 시큰둥했다.

### 1980년–1999년: 로커빌리로의 귀환
1980년 초엽, 잭슨은 로커빌리 리바이벌리스트에 의해 유럽으로 초대되어 연주하고 음반을 만들었다. 다음 10년은 스칸디나비아, 영국, 독일이 주 투어장이었다. 제 로큰롤 내력을 포용하여, 1984년 잭슨은 《Rockabilly Fever》를 발표하는데, 이는 그에게 있어 10년만의 세속음악 음반, 20년만의 록 음반이었다. 이 음반은 나중인 1985년, 라우더 레코드가 《Rock N' Roll Your Blues Away》로 개칭하여 재발매한다.
이즈음 신디 로퍼가 잭슨의 클래식 로커빌리 레코드가 심대한 영향력이고 영감원이었다고 고백했으며, 새로운 세대의 컨트리 여성 보컬리스트가 잭슨의 팬을 자처했는데, 이 중에 로잔스 캐시, 팸 트리스, 잰 브라운, 로시 플로레스 등이 있다. 1987년경 브라운의 음반에서 잭슨은 브라운과 듀엣 녹음을 하기도 했다. 1995년에는 플로레스 음반 《Rockabilly Filly》에서 듀엣을 불렀고 미국 순연을 같이 뛰었다. 이는 그에게 있어 1970년대 이래 첫 미국 순연이었다.

### 2000년–현재
2001년 더 캐딜락 앤젤스(The Cadillac Angels)와 테네시주 잭슨의 로커빌리 페스티벌에서 실연했다. 나이에도 불구하고 여전히 투어중이다.
2003년, 1987년 이래 첫 정규음반 《Heart Trouble》를 CMH 레코드에서 발매한다. 16개 곡이 담긴 이 음반에서, 엘비스 코스텔로, 더 캠프스, 로시 플로레스가 객원 참사했다. 2005년 조니 캐시 전기영화 《워크 더 라인》에서, 가수 에이미 라베레가 젊은 잭슨 역을 맡아 연기했다.
2006년 앨프리드가 젊은 음악가에 대한 그의 영향력을 정리한, 《더 베스트 오브 완다 잭슨: 레츠 해브 어 파티》(The Best of Wanda Jackson: Let's Have a Party)를 편찬한다. 잭슨이 참여한 13곡의 음악 및 가사를 별첨한 송북이다. 현재까지 잭슨의 처음이자 마지막 송북이다.

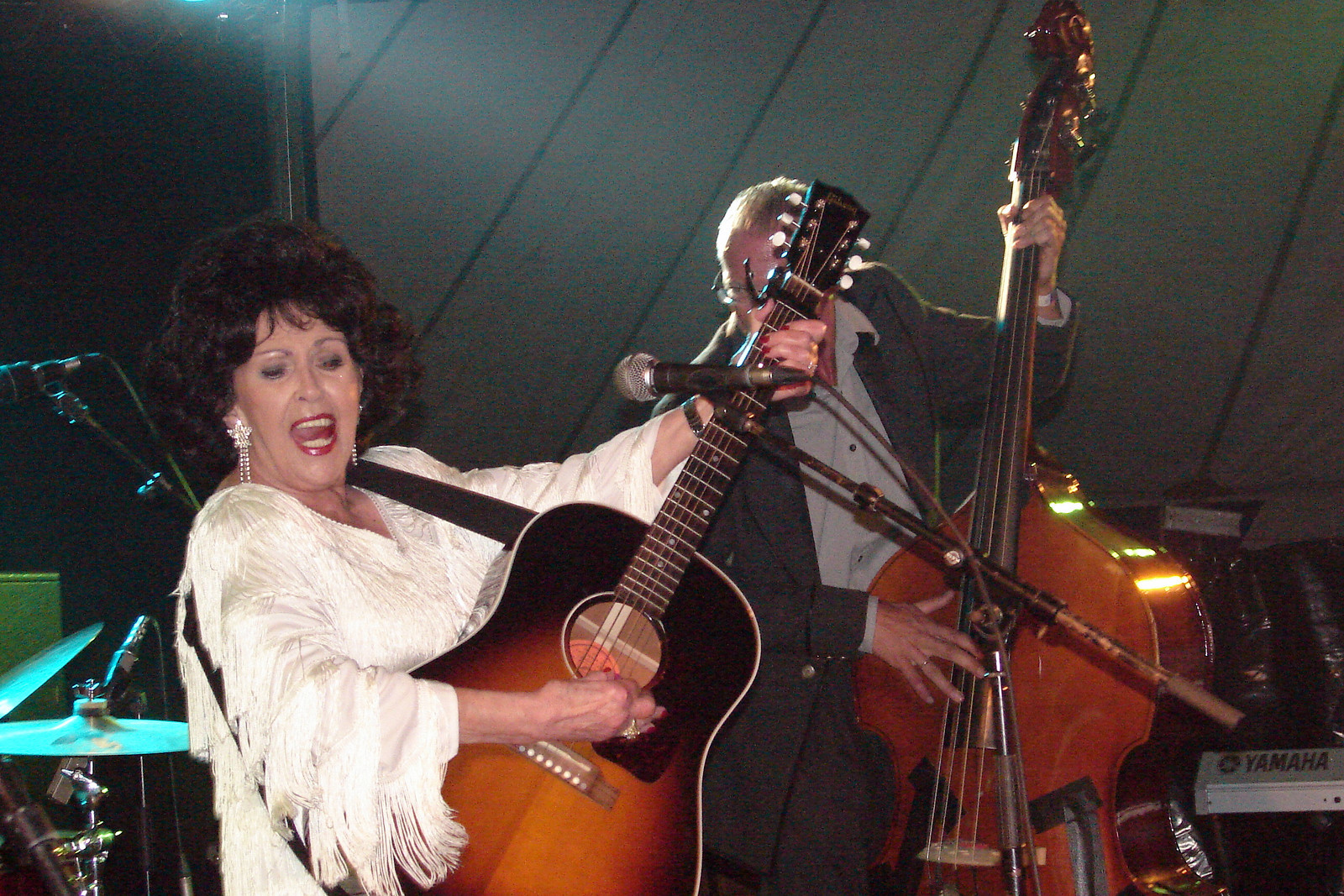
2008년 7월 9일 공연에서

2008년 패트리시아 치카와 마이크 와퍼가 연출한 캐나다 다큐멘터리 《로커빌리 514》에서 로커빌리의 기원에 대한 대담을 나눴다.
2008년 10월 28일, 런던 포럼에서 개최된 런던 로큰롤 페스티벌에 참석하기 위해 영국을 재방문했다. 제리 리 루이스, 린다 게일 루이스도 동참했다.
2009년 잭 화이트와 조력하여 2011년 음반 《The Party Ain't Over》를 발매했다. 이 음반은 평론가의 찬평을 받았지만, 화이트가 프로듀싱한 로레타 린 음반 《Van Lear Rose》의 성적에 비하면 턱없었다. 잭슨은, 58위였던 자기 음반의 첫 빌보드 핫 200 LP 차트 등재에 흡족하였다. 이 음반으로써 메이 웨스트의 1966년 음반 《Way Out West》가 세운, 가장 늙은 여성 보컬리스트 음반 차트 등재기록이 부서졌다. 73세 잭슨은, 웨스트가 록 LP 차트에 등재하였을 당시 그보다 한 살 웃돌았다. 수록곡 중 몇 개는 명백한 컨트리 곡이거니와, 불가해한 요인에 의해 빌보드 핫 컨트리 LP 차트에 편입되지 못했다. 홍보를 위해 잭 화이트와 《레이트 쇼 위드 데이비드 레터맨》과 《코난》에 출연했다.
2010년 말, BBC 《후트내니》에 출연, 〈Let's Have a Party〉를 공연하고 에이미 와인하우스 노래 〈You Know I'm No Good〉를 줄스 홀랜드 및 그 오케스트라와 커버했다. 이듬해 와인하우스가 사망하자, VH1 디바스 라이브 2011에서 샤론 존스 & 더 댑-킹스와 에이미 와인하우스 헌정공연을 벌였다.
2012년, 슈거 힐 레코드에서 서른 다섯 번째 정규음반 《Unfinished Business》을 발매했다. 미국 싱어송라이터 저스틴 토웬스 얼의 프로듀싱을 받아, 로커빌리로의 회귀와 컨트리 근저를 좇았다. 39년만에 빌보드 핫 컨트리 LP 차트에 진입하는 쾌거를 거두었다.
2017년 11월 14일 잭슨과 스콧 보머가 공저한 자서전, 《매일 밤이 토요일 밤: 컨트리 소녀의 로큰롤 명예의 전당까지의 여정》(Every Night is Saturday Night: A Country Girl's Journey to the Rock and Roll Hall of Fame)이 출판되었다. 서문은 엘비스 코스텔로가 썼다. 출판과 동시에, 그래미 박물관에서 공식 파티, 사인회, 공연이 진행되었다. 컨트리 음악 명예의 전당 및 박물관에서 축하 행사도 동반되었다.

## 개인사
1955년 순회공연 중에 엘비스 프레슬리와 잠시 교제했다. 1961년 IBM 프로그래머 웬델 굿맨(Wendell Goodman)과 결혼했다. 그는 그녀의 매니저도 되었다. 2017년 5월 21일 먼저 세상을 떴다. 두 명의 자녀가 있다. 2000년대에 오클라호마 시에 거주했다.

## 평가
1964년, 제7회 연례 그래미 시상식에서 최우수 컨트리 & 웨스턴 보컬 퍼포먼스 여성 부문에서 《Two Sides of Wanda》으로 수상했다. 1970년, 제13회 연례 그래미 시상식에서 최우수 컨트리 보컬 퍼포먼스 여성 부문에서 〈A Woman Lives for Love〉으로 후보 선정되었다.
CMT가 편성한 2002년 특집 "컨트리 음악에서 가장 위대한 여성 40인(The 40 Greatest Women of Country Music)"에 35위에 자리했다.
2005년 미국국립예술기금에 의해 국가문화유산협회에서 수상한다. 이 상은 미국의 민요와 전통예술의 치하에 있어 가장 권위 있는 상이다.
2005년 로큰롤 명예의 전당 헌액자 물망에 올랐으되 선택되지 못했다. 2008년 두 번째 헌액 후보에 올랐고, 2009년 4월 4일 초기 영향(Early Influence)으로써 헌액되었다. 해당 부문이 생긴 지 9년만의 첫 헌액자였다.
2009년 오클라호마 시가 브락타운 엔터테인먼트 지구에 있는 도로 하나를 그의 이름을 따서, "완다 잭슨 가(Wanda Jackson Way)"로 이름 지었다. 공식 지정되던 날인 2009년 9월 20일 잭슨의 라이브 공연도 진행되었다. 그의 태생지 오클라호마 시 모드의 한 거리에도 "완다 잭슨 대로(Wanda Jackson Boulevard)"라는 이름이 붙여졌다.
2010년 9월 9일 미국 음악 명예 & 상(Americana Music Honors & Awards)에서, 미국음악협회를 대표한 잭 화이트에게 평생공로상을 받았다.

## 참고 문헌
- Wolff, Kurt. Wanda Jackson Artist Biography, Allmusic.com. (accessed October 3, 2013)
- Wolff, Kurt (2000). 〈Ch.7: You Can't Catch Me: Rockabilly Busts Through the Door〉.   Orla Duane. 《Country Music: The Rough Guide》. London: Rough Guides Ltd. 275–276쪽.
- Larkin, Collin. Wanda Jackson Biography, Oldies.com. (accessed October 3, 2013)
- Bruke, Ken. Wanda Jackson Biography, MusicianGuide.com. (accessed October 3, 2013)
- Jenkins, Scott. Interview with Wanda Jackson, June 1997. (accessed October 3, 2013)
- Walsh, Mike. The Rock & Roll Eruption of Wanda Jackson, missionCreep.com. (accessed October 3, 2013)
- “Rockabilly Festival on Tap for Jackson”. CMT.com. 2013년 10월 3일에 확인함.
- Voices of Oklahoma interview with Wanda Jackson, conducted January 17, 2012. Original audio and transcript archived with Voices of Oklahoma oral history project.
- Wanda Jackson, 2002 Story of the Stars Interview. (accessed October 3, 2013)
- Papamarko, Sofi. Wanda Jackson Interview, February 2009. (accessed October 3, 2013)
- "Wanda Jackson: Singing is my golf game 보관됨 2016-03-03 - 웨이백 머신," LA Record, January 23, 2011. (accessed October 3, 2013)